# Ranunculus alpestris
Ranunculus alpestris es una planta de la familia de las ranunculáceas.

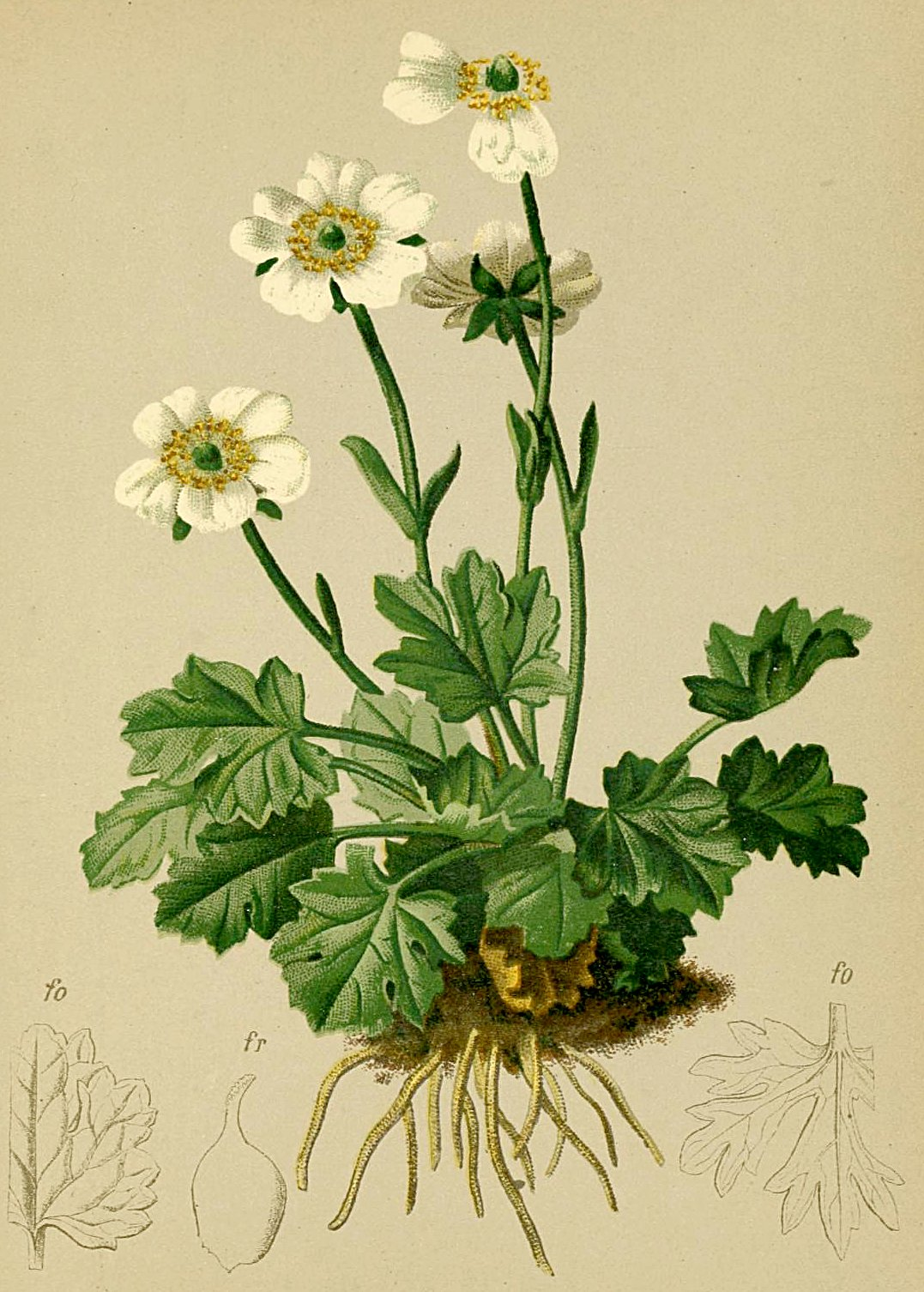
Ilustración

## Descripción
Planta vivaz, que alcanza un tamaño de 3-15 cm de altura, glabra, lustrosa, con 1 o varios tallos simples, erectos o ascendentes. Rizoma corto y truncado u oblongo; raíces fibrosas. Hojas basales suborbiculares o reniformes, pecioladas, 3(5)-lobadas o 3(5)-sectas; lámina (4)5-14(20) × 6-15(22) mm; segmentos obovados, cuneados en la base, con el margen crenado. Hojas caulinares generalmente 2, subsésiles, simples o 3-sectas, con lóbulos lineares; base auriculado-membranosa. Flores 11-17(23) mm de diámetro, blancas, generalmente solitarias. Sépalos patentes, membranosos, de color marrón rojizo. Pétalos 5-8 mm, obovados, a menudo escotados o hendidos e irregulares, de 1,5 veces mayores que los sépalos; fosa nectarífera desnuda. Receptáculo ovoide, glabro. Aquenios (1)1,5-2,3(2,5) mm, ovoides, no comprimidos, lisos, atenuados gradualmente en pico recto o ligeramente curvado, de 0,5-0,7 mm.

## Distribución y hábitat
Se encuentra en los ventisqueros, cantiles umbrosos, rellanos turbosos y pastos en suelos pedregosos calcáreos; a una altitud de 1900-2700 metros en las montañas del C y S de Europa: Cárpatos, Apeninos, Jura, Alpes, Pirineos y cordillera Cantábrica. Pirineos, desde Isaba y el Pic d'Anie hacia el E, en la cordillera Cantábrica.

## Propiedades
Estas plantas contienen  anemonina, una sustancia muy tóxica para los animales y los seres humanos. De hecho, los herbívoros pastan las hojas de estas plantas con gran dificultad, y sólo después de un buen secado que evapora las sustancias más peligrosas. Incluso las abejas evitan libar su néctar. En la piel humana estas plantas pueden crear ampollas ( dermatitis ), mientras que en la boca pueden causar dolor intenso y ardiente de las membranas mucosas.

## Taxonomía
Ranunculus alpestris fue descrita por Carlos Linneo y publicado en Sp. Pl. 553 1753.
Citología
Número de cromosomas de Ranunculus alpestris (Fam. Ranunculaceae) y táxones infraespecíficos: 2n=16
Etimología

Ver: Ranunculus
alpestris: epíteto latino que significa "que crece en las montañas".
Sinonimia
- Ranunculus traunfellneri Hoppe
- Hecatonia alpestris Schur
- Hecatonia traunfellneri Schur
- Leuconoe alpestris Fourr.
- Leuconoe magellensis Fourr.
- Leuconoe trauffelneri Fourr.[6]

## Galería

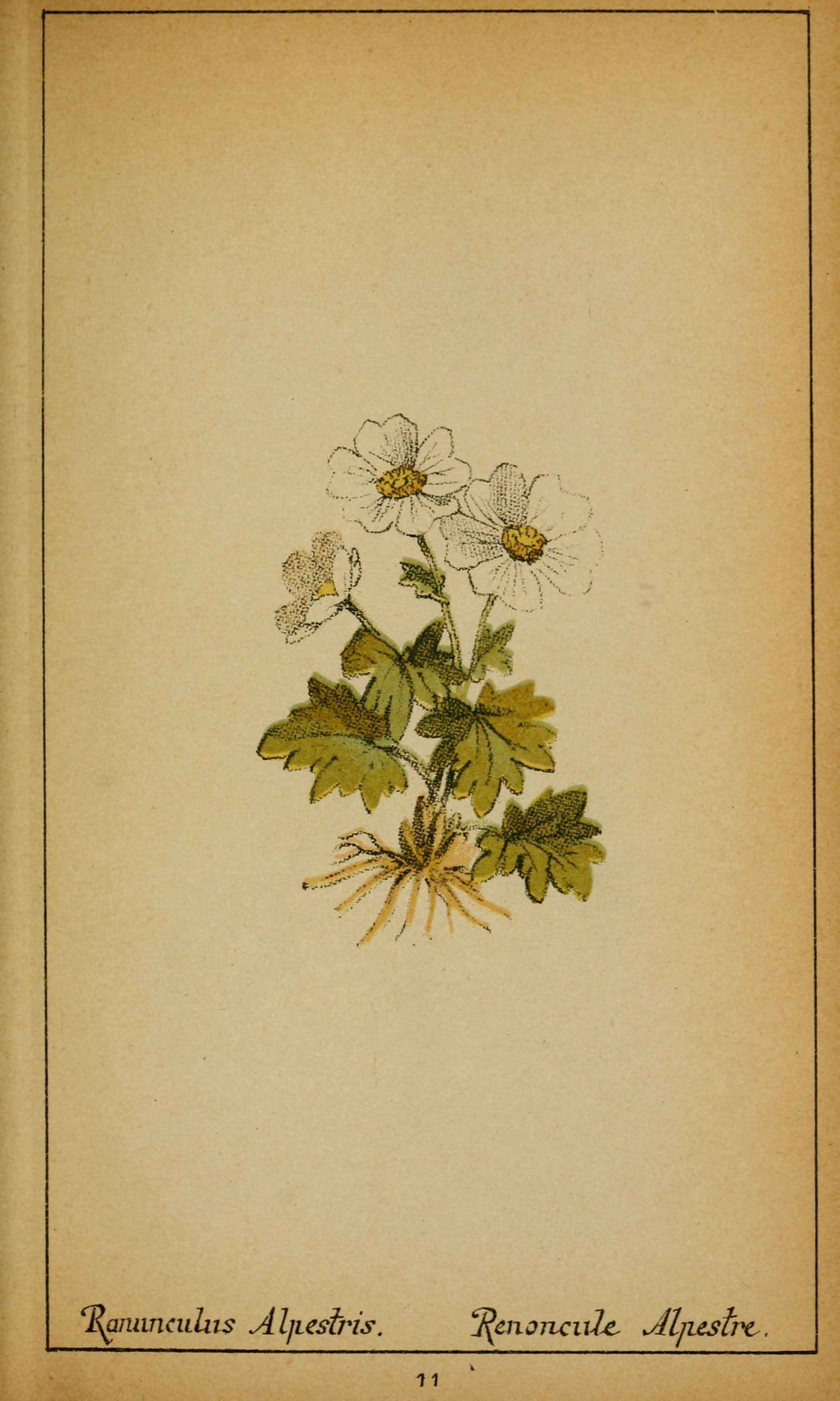
Ilustración de Ranunculus alpestris
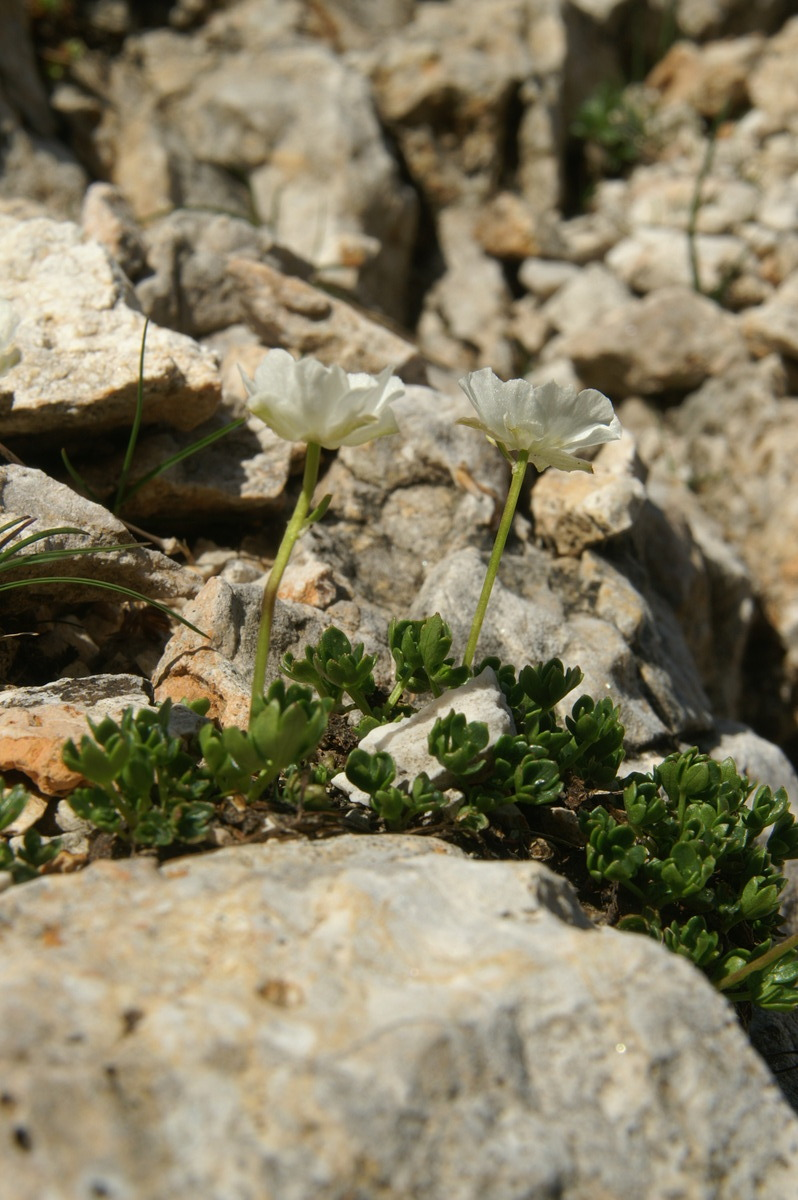
Ranunculus alpestris en su habitat
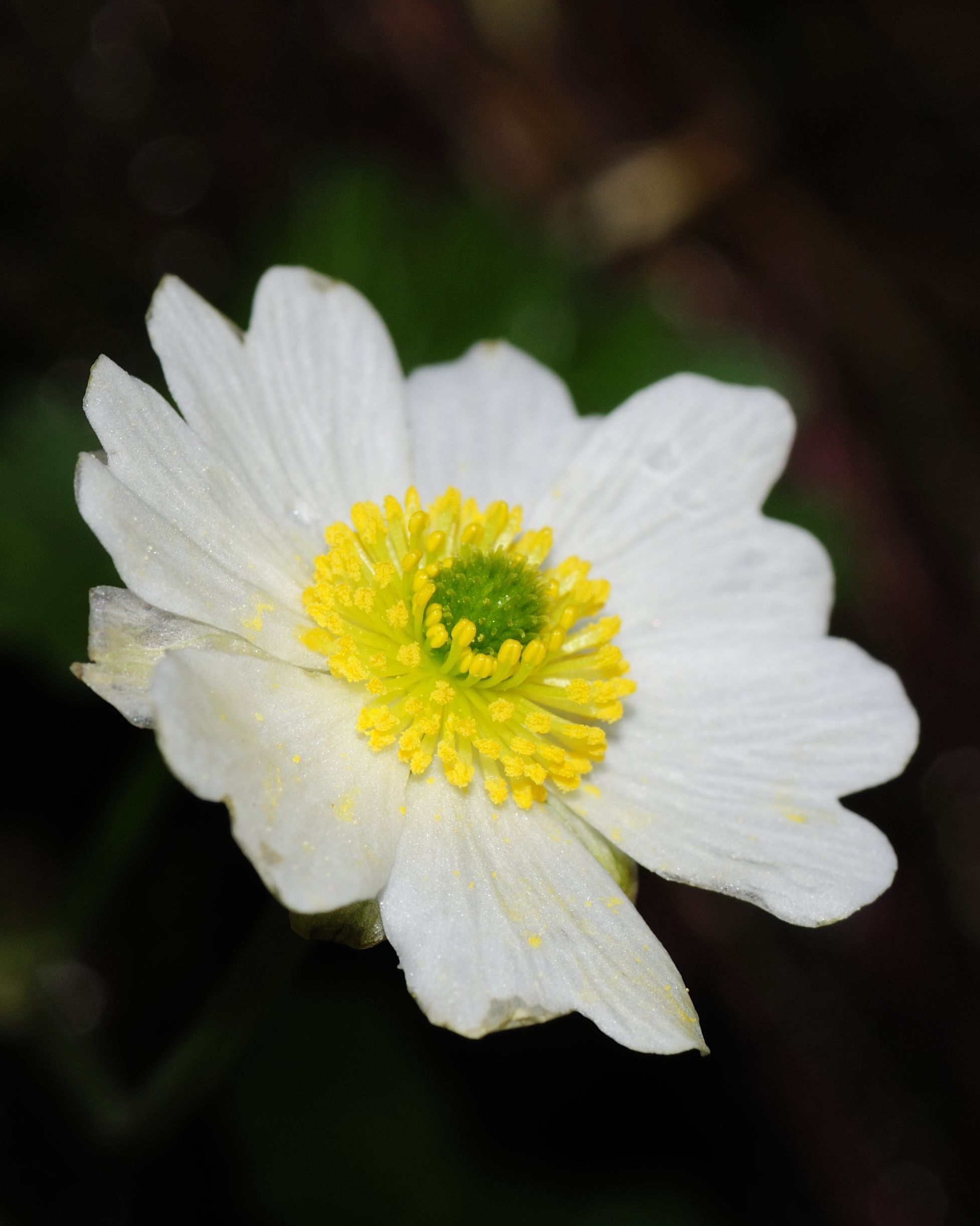
Detalle de la flor de Ranunculus alpestris